# Gymnobucco peli
Gymnobucco peli là một loài chim trong họ Lybiidae.